# 馬爾伊夫卡 (梅利托波爾區)
46°46′25″N 35°4′1″E / 46.77361°N 35.06694°E
馬爾伊夫卡（烏克蘭語：Мар'ївка）是位於烏克蘭東南部的村莊，由扎波羅熱州梅利托波爾區的塞梅尼夫卡市鎮負責管轄。該村始建於1860年，面積0.92平方公里，海拔高度28米，2001年人口159，人口密度每平方公里173.8人。